# Яковенко, Геннадий Николаевич
Яковенко Геннадий Николаевич (р. 2 января 1939 года) — известный советский и российский учёный-математик, доктор физико-математических наук (1995), профессор МФТИ, автор ряда учебников и учебных пособий по математике.

## Биография
Закончил МФТИ.
В 1973 г. защитил в ВЦ РАН диссертацию на звание кандидата физико-математических наук по теме «L-системы и их исследования (об одном обобщении класса линейных динамических систем)» (спец. 01.01.09).
В 1995 г. там же — докторскую по теме «Регулярные математические модели систем с управлением: инвариантность симметрии» (спец. 05.13.18).
Профессор кафедры теоретической механики МФТИ.

## Профессиональные интересы
Конечномерная механика, математическая теория управления, симметрии обыкновенных дифференциальных уравнений.

## Из библиографии

### Книги
- Сборник задач по аналитической механике : учеб. пособие для вузов. / Е. С. Пятницкий, Н. М. Трухан, Ю. И. Ханукаев, Г. Н. Яковенко; «МФТИ».
  - 1-е изд. — М.: Наука, 1980. — 320 с.
  - 2-е изд., перераб. и доп. — М.: Физматлит, 1996. — 432 с. — ISBN 5-02-014593-9
  - 3-е изд., перераб. и доп. — М.: Физматлит, 2002. — 396 с. — ISBN 5-9221-0182-X
  - 4-е изд., перераб. и доп. — Москва : МФТИ, 2018. — 571 с. : ил.; 24 см; ISBN 978-5-7417-0685-5 : 1000 экз.
- Методические указания по использованию теории групп при решении задач механики и управления. / Г. Н. Яковенко. Киев: КПИ, 1983. 63 с.
- Движение вблизи положения равновесия / Г. Н. Яковенко. М.: МФТИ, 1987. 32 с.
- Твёрдое тело: кинематические и динамические задачи. М.: МФТИ, 1988. 34 с.
- Гамильтонова механика / Г. Н. Яковенко. М.: МФТИ, 1990. 40 с.
- Групповые свойства динамических систем. Конечномерный случай / Г. Н. Яковенко; — М. : МФТИ, 1994. — 137 с.; 20 см; ISBN 5-230-10840-1
- Принцип суперпозиций для нелинейных систем: Софус Ли и другие : Учеб. пособие / Г. Н. Яковенко. — М. : МФТИ, 1997. — 95 с.; 20 см; ISBN 5-7417-0063-2
- Лекции по теоретической механике. Устойчивость, колебания, гамильтонова механика / Г. Н. Яковенко. — М. : МФТИ, 1998. — 165 с. : ил.; 20 см; ISBN 5-7417-0097-7
- Геометрические и алгебраические методы в теории управления: Учебное пособие. (соавтор) М. : МФТИ, 1999. 156 с.
- Уравнения Лагранжа : Учеб. пос. для студ. … по напр. «Прикл. матем. и физика» / Г. Н. Яковенко. — М.: МФТИ, 1999. — 95 с. : ил.; 21 см; ISBN 5-7417-0118-3
- Краткий курс аналитической динамики : учеб. пособие по теорет. физике (теорет. механике) для студ. … по направл. «Прикл. матем. и физика» / Г. Н. Яковенко. — Москва : БИНОМ. Лаб. знаний, 2004. — 237 с. : ил.; 22 см. — (Механика).; ISBN 5-94774-124-5 : 3000
  - 2-е изд. (эл.). — Москва : БИНОМ. Лаб. знаний, 2012. — 237 с.; 22 см; ISBN 978-5-9963-0831-6
- Краткий курс теоретической механики: учеб. пособие по теорет. физике (теорет. механике) для студентов в по напр. «Прикл. матем. и физика» / Г. Н. Яковенко. — Москва : Бином. Лаб. знаний, 2006 (Вологда : Полиграфист). — 116 с. : ил.; 22 см. — (Механика).; ISBN 5-94774-342-6 (В пер.)
  - 3-е изд. — Москва : Бином. Лаб. знаний, 2010. — 116 с. : ил.; 22 см. — (Механика).; ISBN 978-5-9963-0442-4.
  - 4-е изд. (эл.). — Москва : Бином. Лаб. знаний, 2013. — 116 с. : ил.; 22 см. — (Механика).; ISBN 978-5-9963-2275-6
- Дифференциальные уравнения с фундаментальными решениями: Софус Ли и другие / Г. Н. Яковенко. — Москва : Физматкнига, 2006. — 68 с., [40] с.; 21 см; ISBN 5-89155-142-X
- Симметрии уравнений Гамильтона и Лагранжа / Г. Н. Яковенко. — Москва : МЗ Пресс, 2006 (Калуга : Калужская типография стандартов). — 119 с. : ил.; 20 см. — (Серия : Естественные науки. Математика. Информатика).; ISBN 5-94073-096-5
- Толковый словарь по теоретической механике / Г. Н. Яковенко. — Москва : МФТИ (ГУ), 2007. — 71 с.; 21 см; ISBN 5-7417-0175-2
- Теория управления регулярными системами : учебное пособие для студентов высших учебных заведений по направлению «Прикладные математика и физика» / Г. Н. Яковенко. — Москва : Бином. Лаб. знаний, 2008. — 264 с. : ил.; 22 см. — (Математика).; ISBN 978-5-94774-558-0
- Геометрические методы исследования устойчивости у линейных систем : учеб. пос. для студ. … по направл. «Прикл. матем. и физика» / Д. А. Притыкин, Г. Н. Яковенко. — Москва : МФТИ, 2010. — 82, [1] с. : ил.; 21 см; ISBN 978-5-7417-0332-8
  - 2-е изд. (электронное). — Москва : БИНОМ. Лаб. знаний, 2012. — 264 с. : ил.; ISBN 978-5-9963-0789-0
- Яковенко Г. Н. Теорема Эмми Нётер в курсе теоретической механики МФТИ // на портале кафедры

### Диссертации
- Яковенко, Геннадий Николаевич. L-системы и их исследование : об одном обобщении класса линейных динамических систем : диссертация … кандидата физико-математических наук : 01.01.09. — Москва, 1973. — 119 с.[2]
- Яковенко, Геннадий Николаевич. Регулярные математические модели систем с управлением : Инвариантность, симметрии : диссертация … доктора физико-математических наук : 05.13.18. — Москва, 1995. — 395 с.[3]

### Редакторская деятельность
- Прикладная механика и математика : Междувед. сб. науч. тр. / Моск. физ.-техн. ин-т; [Редкол.: Г. Н. Яковенко (отв. ред.) и др.]. — М. : МФТИ, 1992. — 178 с. : ил.; 21 см; ISBN 5-230-10876-2
- Симметрии дифференциальных уравнений : сборник научных трудов / М-во образования и науки Российской Федерации, Федеральное агентство по образованию, Московский физико-технический ин-т (гос. ун-т); [редкол.: Г. Н. Яковенко (отв. ред.) и др.]. — Москва : Московский физико-технический ин-т (гос. ун-т), 2009. — 191 с. : табл.; 22 см; ISBN 978-5-7417-0234-5

### Избранные статьи
- Взаимодействие «хищник-жертва» с разных точек зрения. // Прикаспийский журнал: управление и высокие технологии. Издательский дом «Астраханский университет», 2009, № 4 (8). С. 96-113.
- Блуждающие симметрии уравнений Лагранжа. // Компьютерные исследования и моделирование, 2010, т. 2, № 1. С. 13-17.
- Оптимизация дивидендной политики. (соавтор) // Вестник БГУ. Вып. 10. Математика и информатика. 2012. С.17-25.

## Награды и почётные звания
- Почётный работник высшего профессионального образования Российской Федерации(2009).
- Памятная медаль имени Н. Н. Боголюбова «За высокий уровень научных результатов в области математической науки» (2009).
- Действительный член Российской академии естественных наук (2012)[1].
- Заслуженный профессор МФТИ (2020)[4]